# Randall McDaniel
Randall Cornell McDaniel (Phoenix, Arizona, 19 de diciembre de 1964), más conocido como Randall McDaniel, es un exjugador profesional estadounidense de fútbol americano que se desempeñó en la posición de guard en la National Football League (NFL). Es miembro del Salón de la Fama del Fútbol Americano Profesional.

## Carrera
McDaniel jugó como profesional doce temporadas en Minnesota Vikings (1988-1999), después pasó a Tampa Bay Buccaneers (2000-2001), equipo en el que se retiró.

## Reconocimiento
El 8 de agosto de 2009, ingresó como miembro al Salón de la Fama del Fútbol Americano Profesional.